# Bordj Zemoura
Bordj Zemoura è un comune dell'Algeria, situato nella provincia di Bordj Bou Arreridj.